# Siège de Stirling
Batailles
Le siège de Stirling par le royaume d'Angleterre eut lieu en 1304.

## Déroulement
Après la défaite des Écossais commandés par William Wallace à la bataille de Falkirk en 1298, le roi d'Angleterre Édouard Ier mena une campagne militaire en Écosse qui lui permit au bout de six ans de reprendre le contrôle du pays. Le dernier bastion écossais était le château de Stirling, tombé aux mains des Écossais en 1299. Armés de douze engins de guerre, les Anglais commencèrent le siège en avril 1304. Pendant quatre mois le château fut bombardé à l'aide de tuiles (prises aux églises des villages proches), de feu grégeois, de pierres, et même d'une mixture de poudre. Édouard avait apporté d'Angleterre du soufre et du salpêtre.
Agacé du manque de résultat, Édouard fit construire par ses ingénieurs un immense trébuchet. La garnison du château, commandée par William Oliphant, se rendit le 24 juillet 1304, quoique Édouard aurait certainement désiré tester le trébuchet.
Bien qu'Édouard ait menacé de massacrer la garnison écossaise, il épargna tous les hommes de la garnison et ordonna seulement l'exécution du connétable anglais qui avait livré le château aux Écossais en 1299. Les Écossais capturés furent emprisonnés à la Tour de Londres.

## Suite
En 1313, Robert Ier d'Écosse assiège le château, qui capitule après la déroute anglaise de Bannockburn le 24 juin 1314.